# Susana Walton
Susana Walton (née le 30 août 1926 à Buenos Aires et morte le 21 mars 2010 à Ischia), née Susana Valeria Rosa Maria Gil Passo, est l'épouse du compositeur britannique Sir William Walton (1902-1983) et une figure mondaine des années 1960-1990 de la société cosmopolite en Italie. Elle publia deux livres et créa les jardins de La Mortella à l'île d'Ischia avec Russell Page.

## Biographie
Susana Walton est la fille d'un avocat argentin, le Dr Enrique Gil. Elle travaille pour le British Council de Buenos Aires, lorsqu'elle rencontre Walton (de vingt-quatre ans son aîné) en septembre 1948. Ils se marient en décembre 1948. Le ménage s'installe à Ischia où elle crée les jardins de La Mortella avec l'aide du paysagiste Russell Page. La villa des Walton accueille des personnalités telles que Laurence Olivier et Vivien Leigh, Hans Werner Henze, W. H. Auden, Terence Rattigan, Binkie Beaumont, Maria Callas et Charlie Chaplin. Sir Walton y meurt le 8 mars 1983.
Elle apparaît au cinéma dans un rôle de figuration : avec son mari qui joue le roi Frédéric-Auguste II de Saxe en 1983 dans Richard Wagner, dirigé par Tony Palmer (avec Richard Burton dans le rôle principal), tandis qu'elle « se tient à ses côtés en tenue royale » pour figurer la reine Marie-Anne. Elle apparaît aussi dans Classic Widows, documentaire de Ken Russell en 1995 sur quatre compositeurs britanniques et dans At the Haunted End of the Day de Tony Palmer en 1980, documentaire sur Walton.
Lady Walton est l'auteur de deux livres et est à l'origine de la William Walton Foundation l'année de la mort de son mari. Cette fondation qui se trouve à la villa des Walton organise des résidences pour musiciens (notamment en lien avec l'université Harvard), des séminaires, des classes magistrales et des concerts dans l'amphithéâtre du jardin. La fondation a accueilli entre autres la Scuola di Musica di Fiesole, l'Académie nationale Sainte-Cécile, le Royal Welsh College of Music & Drama, et le Curtis Institute of Music, université Yale, etc.
Lady Walton est reçue docteur honoris causa de l'université de Nottingham ; elle est décorée du MBE en l'an 2000 et est élevée au rang de grand officier de la République italienne (Grande Ufficiale della Repubblica Italiana). Elle enregistre en 1990 Façade de Walton, d'après les poèmes d'Edith Sitwell.
Elle meurt le 21 mars 2010, âgée de 83 ans, de causes naturelles.

## Publications
- Susana Walton, Behind the Facade (1988)
- Susana Walton, La Mortella, An Italian Garden Paradise (2002)